# Бессарабский 129-й пехотный полк
129-й пехотный Бессарабский полк — пехотная воинская часть Русской императорской армии. Сформирован в 1863 году.

## История
- 16.08.1806 — из одной гренадерской и 3-х мушкетёрских рот Ширванского мушкетерского полка с дополнением рекрутов сформирован Брестский мушкетерский полк в составе 3-х батальонов.
- 22.02.1811 — Брестский пехотный полк.
- 14.02.1831 — 3-й батальон отчислен на формирование Модлинского пехотного полка, вместо его поступил 3-й батальон Владимирского пехотного полка.
- 28.01.1833 — присоединены 1-й и 3-й батальоны 47-го егерского полка, полк переформирован в 6 батальонов.
- 23.02.1845 — присоединён батальон Владимирского пехотного полка.
- 16.12.1845 — 2 батальона отчислены на формирование Ставропольского егерского полка.
- 10.03.1854 — сформированы 7-й и 8-й батальоны.
- 23.08.1856 — 4-й действующий батальон переименован в 4-й резервный и отчислен в резервные войска, 5-8-й батальоны расформированы.
- 04.10.1861 — Брестский пехотный Его Императорского Высочества великого князя Михаила Михайловича полк.
- 06.04.1863 — из 4-го резервного и бессрочно-отпускных 5-го и 6-го батальонов Брестского пехотного полка сформирован Брестский резервный пехотный полк в составе 2-х батальонов.
- 13.08.1863 — Брестский резервный пехотный полк переформирован в 3 батальона и назван Бессарабским пехотным полком.
- 25.03.1864 — 129-й пехотный Бессарабский полк.
- 23.11.1878 — 129-й пехотный Бессарабский Его Императорского Высочества великого князя Михаила Александровича полк.
- 18.07.1899 — 129-й пехотный Бессарабский Его Императорского Высочества Государя Наследника Михаила Александровича полк.
- 30.07.1904 — 129-й пехотный Бессарабский Его Императорского Высочества великого князя Михаила Александровича полк.
- 04.03.1917 — 129-й пехотный Бессарабский полк.

Полк участвовал в Русско-турецкой войне 1877—1878 гг. в боевых действиях на территории Болгарии.
Полк — активный участник Наревской операции 10 — 20 июля 1915 г., в ходе которой понес значительные потери.
В фондах Российского государственного военно-исторического архива присутствуют 152 единицы хранения, посвящённые 129-му Бессарабскому полку.

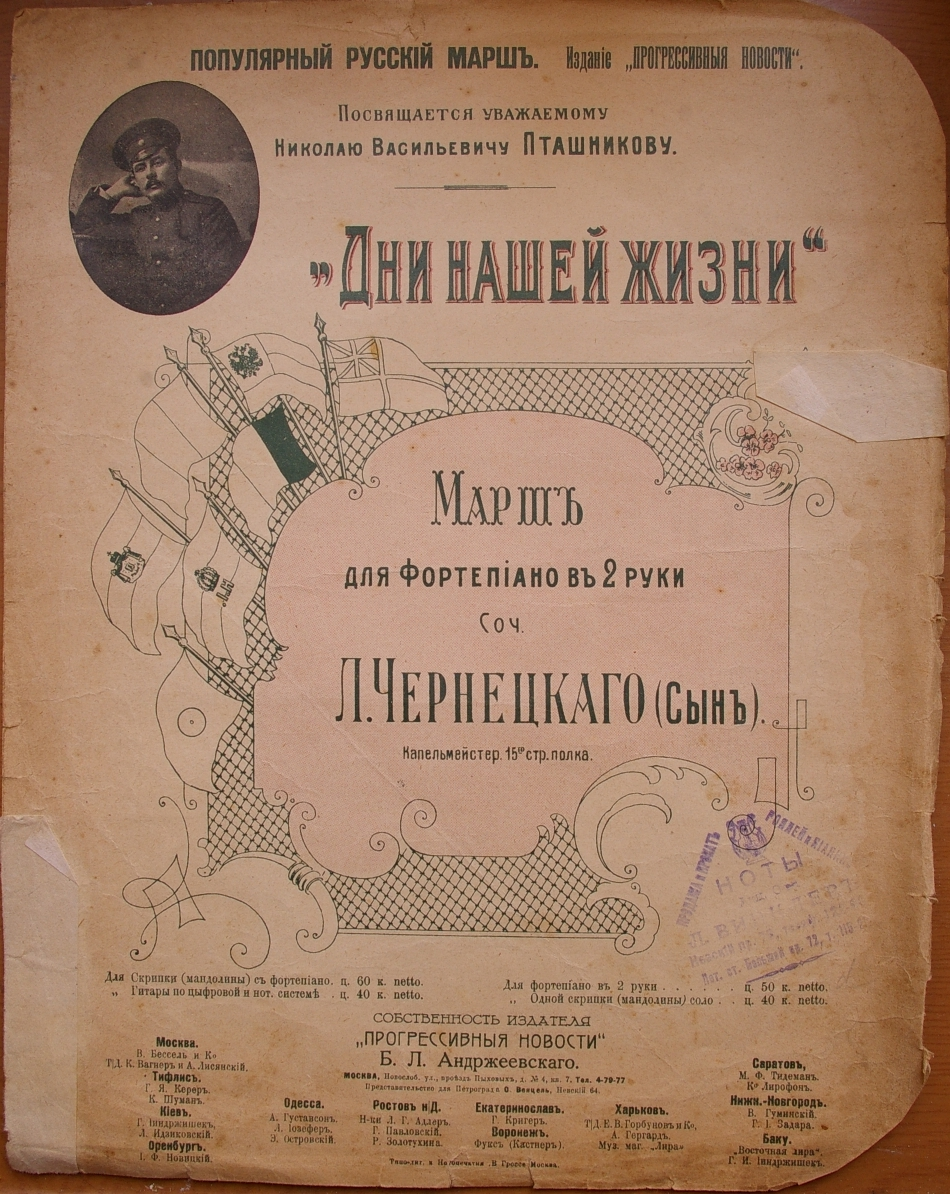
Обложка первого издания марша «Дни нашей жизни» (1910)

## Знаки отличия
- Георгиевское знамя «За Севастополь в 1854 и 1855 гг.»
- знаки на шапки «За Севастополь с 13 сентября 1854 по 27 августа 1855 г.»
- Георгиевские трубы «За Аблову 24 августа 1877 г.»

Официальный марш 129-го пехотного Бессарабского полка композиция "Дни нашей жизни" военного капельмейстера Л. И. Чернецкого, мелодия более известна как популярная песенка «По улице ходила большая крокодила…».

## Шефы
- 23.11.1878 — 04.03.1917 — Великий Князь Михаил Александрович.

## Командиры
- 21.04.1863[3] — 02.04.1864 — полковник Киссель, Марк Дмитриевич
- 02.04.1864 — 15.03.1866 — полковник Кононович, Казимир Иосифович
- 15.03.1866 — 25.11.1867 — полковник Чемерзин, Александр Яковлевич
- до 25.12.1867 — после 01.01.1870 — полковник Дмитриев-Байцуров, Константин Николаевич
- до 07.01.1871 — 30.08.1876 — полковник Кашнев, Павел Иванович
- 30.08.1876 — после 01.01.1880 — полковник Кузминский, Вячеслав Антонович
- 11.01.1881 — 04.12.1888 — полковник фон Шульц, Карл Эдуардович
- 12.12.1888 — 13.06.1894 — полковник Красовский, Владимир Антонович
- 17.07.1900 — 14.04.1902 — полковник Лопушанский, Николай Яковлевич
- 08.05.1902 — 14.03.1905 — полковник Яковлев, Михаил Михайлович
- 05.04.1905 — 20.07.1907 — полковник Шишкевич, Михаил Иванович
- 29.07.1907 — 22.05.1908 — полковник Шовский, Николай Иванович
- 22.05.1908 — 27.09.1913 — полковник Калюжный, Андрей Андреевич
- 20.10.1913 — 09.08.1915 — полковник Покровский, Григорий Васильевич
- 02.09.1915 — 22.12.1916 — полковник (с 02.06.1916 генерал-майор) Бреслер, Владимир Петрович
- 22.12.1916 — 23.09.1917 — полковник Бортновский, Анатолий Генрихович

## Известные люди, служившие в полку
- Пастернацкий, Фёдор Игнатьевич — русский терапевт
- Левис, Владимир Эдуардович — офицер 129-го Бессарабского полка, в 1917-м командовал полком на Северном фронте, кавалер ордена Святого Георгия IV степени
- Перепелица, Фёдор Григорьевич — капитан 129-го пехотного Бессарабского полка, входил в окружение Николая II
- Сабель, Адальберт Иванович (Лепорелло) — подполковник 13 Лейб-Эриванского полка, Георгиевский кавалер
- Гарнишевский Иустин Игнатьевич — полковник, командир 1-го батальона 129-го пехотного Бессарабского полка, в 1914 −1915 годах в чине генерал-майора командовал 313-м пехотным Балашовским полком, монархист
- В. А. Янченко — генерал-хорунжий Армии УНР, полковник русской армии.